# Amgachhi
Amgachhi – gaun wikas samiti we wschodniej części Nepalu w strefie Kośi w dystrykcie Morang. Według nepalskiego spisu powszechnego z 2001 roku liczył on 1091 gospodarstw domowych i 5051 mieszkańców (2537 kobiet i 2514 mężczyzn).